# Tapio Mäkelä
Tapio Valfrid Mäkelä (* 12. Oktober 1926 in Nastola; † 12. Mai 2016 in Jämsä) war ein finnischer Skilangläufer.
Mäkelä, der für den Lahden Hiihtoseura startete, trat international erstmals bei den Weltmeisterschaften 1950 in Lake Placid in Erscheinung. Dort belegte er den 12. Platz über 18 km. Im März 1950 lief er bei den Lahti Ski Games auf den zweiten Platz im Lauf über 18 km.  Im folgenden Jahr siegte er bei den Svenska Skidspelen im Lauf über 18 km und belegte bei den Lahti Ski Games den dritten Platz über 18 km. Bei den Olympischen Winterspielen 1952 in Oslo gewann er die Goldmedaille mit der finnischen Staffel sowie über 18 km die Silbermedaille. Zwei Jahre später bei den Weltmeisterschaften 1954 in Falun wurde er Weltmeister mit der Staffel. Im Lauf über 15 km errang er den fünften Platz. Bei finnischen Meisterschaften siegte er 1948 mit der Staffel von Lahden Hiihtoseura und 1952 über 18 km.

## Erfolge
- Olympische Winterspiele 1952 in Oslo: Gold mit der Staffel, Silber über 18 km
- Nordische Skiweltmeisterschaften 1954 in Lahti: Gold mit der Staffel